# Gunica
La Gunica (en allemand Aalbach) est une rivière d'Europe centrale de 32 km de long qui se jette dans l'Oder à Police - Jasienica (Roztoka Odrzańska), en Pologne.

## Kayak-route
- 20 km:
  - village : Węgornik
  - village : Tanowo
  - village : Tatynia
  - village : Wieńkowo
  - ville : Police (Pologne) - Jasienica[2]